# هوانگ دونگ هیوک
هوانگ دونگ هیوک (کره‌ای: 황동혁؛ زادهٔ ۲۶ مه ۱۹۷۱) کارگردان، تهیه‌کننده و فیلم‌نامه‌نویس اهل کره جنوبی است. از معروف‌ترین ساخته‌های او می‌توان به مجموعهٔ تلویزیونی بقای نتفلیکس، بازی مرکب و فیلم جنایی ساکت‌شده اشاره کرد.